# Джошуа, Роберт
Роберт Джошуа (англ. Robert Joshua; 6 июня 1906, Мельбурн — 2 июня 1970, Балларат), он же Боб Джошуа — австралийский политик-лейборист, депутат палаты представителей, активный антикоммунист. Один из основателей и федеральный президент Демократической лейбористской партии.

## Работа и война
Родился в мельбурнском пригороде Прахран в семье выходца из Маврикия еврейского происхождения. После школы и колледжа работал автомехаником, затем кассиром в банке Australia and New Zealand Banking Group. Служил в формированиях гражданской обороны, получил воинское звание капитана.
В годы Второй мировой войны Роберт Джошуа служил в войсках Антигитлеровской коалиции. Воевал в Северной Африке, участвовал в битве за Тобрук. В 1942 в чине подполковника командовал батальоном в Новой Гвинее. Отличился в боях, был трижды ранен, имел репутацию человека, не знающего страха. Награждён Военным крестом.

## Лейбористский политик
В молодости Роберт Джошуа придерживался правых консервативных взглядов. После войны, вернувшись в Австралию, он прошёл идейную эволюцию под влиянием социалистов Реймонда Постгейта, Джорджа Коула и Линдхурста Гиблина. Присоединился к Австралийской лейбористской партии (АЛП), активно поддерживал политику Бена Чифли. Возглавлял партийную организацию Балларата. Выступал за национализацию банков, регулирование цен, против «капиталистического диктата». В 1951 году Роберт Джошуа был избран в палату представителей парламента Австралии.
Несмотря на сдвиг влево, Роберт Джошуа оставался убеждённым антикоммунистом. Он резко критиковал лидера АЛП Герберта Эватта за «прокоммунистические симпатии». Из-за этого конфликта в 1955 году Роберт Джошуа и шестеро его единомышленников-депутатов были исключены из АЛП.

## Антикоммунистический активист
Эта группа парламентариев учредила Австралийскую лейбористскую партию (антикоммунистическую), которая в 1957 преобразовалась в Демократическую лейбористскую партию (ДЛП). Идеология и политика ДЛП, по советским оценкам, основывались на «злобном антикоммунизме». Роберт Джошуа занимал пост федерального президента партии.
Формирование ДЛП происходило под влиянием католического активиста Боба Сантамарии. Почти все активисты партии были католиками, по национальности — обычно ирландского происхождения, реже — выходцами из стран Южной и Восточной Европы. Роберт Джошуа, с его еврейско-англосаксонским происхождением и англиканским вероисповеданием, являлся редким исключением. Уникальным для деятеля ДЛП являлся и тот факт, что Джошуа не был политически связан с Сантамарией — он придерживался более левых взглядов, основанных не на католической социальной доктрине, а на тред-юнионизме.

## Отход от политики
В 1955 году Роберт Джошуа проиграл парламентские выборы. Премьер-министр Австралии Роберт Мензис предлагал ему заменить в парламенте депутата от Либеральной партии. Однако Джошуа, с недоверием относившийся к либералам как буржуазной партии, отклонил это предложение.
После неудачи на выборах Джошуа учредил свою бухгалтерскую фирму. Оставался лидером ДЛП в Балларате.
Скончался Роберт Джошуа, не дожив четырёх дней до своего 64-летия.

## Особенности личности
Среди личных качеств Роберта Джошуа знающие его люди выделяли скромность, упорство, сосредоточенную серьёзность. Джошуа не считался обаятельной личностью, но он воздерживался от грубостей и оскорблений, характерных для австралийской политики 1950—1960-х годов. В его поведении и политическом стиле отмечалась сдержанность и корректность.
Демократическая лейбористская партия обладала имиджем организации политического католицизма. Это создавало сложности для Роберта Джошуа, родившегося в религиозно индифферентной семье. В течение многих лет Джошуа определял себя как теиста. Его жена, по профессии школьная учительница, была глубоко верующей католичкой. Однако сам он стал прихожанином Англиканской церкви Австралии, состоял в приходском совете и читал проповеди.
Бросающееся в глаза внешнее сходство привело к тому, что Роберт Джошуа получил прозвище Король Фарук.
В браке с Альмой Агнес Джошуа (Уотсон) Роберт Джошуа имел шестерых детей.